# Жуково (Пензенская область)
Жу́ково — деревня Волынщинского сельсовета Бековского района Пензенской области.

## География
Деревня расположена в центре Бековского района, в 4.5 км от административного центра — села Волынщино. Расстояние до центра района посёлка Беково — 13 км, до областного центра города Пенза — 152 км.

## История
По исследованиям историка-краеведа Полубоярова М. С., название деревни связано с фамилией бывших владельцев деревни Жуковых. До 1939 года являлась барской частью села Хованщино, располагающегося в Сердобском уезде Саратовской губернии. Затем выделилась в самостоятельую деревню Жуково. В 1939 году передана во вновь образованную Пензенскую область. В 1939 году, в 1955 году — в составе Хованщинского сельсовета Бековского района Пензенской области. В 1968 году — в Волынщинском сельсовете Бековского района. До 1970 года сохранялся барский дом, в котором размещалась начальная школа
.

## Население
В 2004 году — 23 хозяйства, 38 жителей; в 2007 году — 27 жителей. На 1 января 2012 года население деревни составляет 20 человек.
| Численность населения, чел. | Численность населения, чел. | Численность населения, чел. | Численность населения, чел. | Численность населения, чел. | Численность населения, чел. | Численность населения, чел. | Численность населения, чел. |
| 1939                        | 1959                        | 1979                        | 1989                        | 1996                        | 2004                        | 2007                        | 2010                        |
| --------------------------- | --------------------------- | --------------------------- | --------------------------- | --------------------------- | --------------------------- | --------------------------- | --------------------------- |
| 480                         | ↘273                        | ↘125                        | ↘69                         | ↘49                         | ↘38                         | ↘27                         | ↘20                         |

## Инфраструктура
Деревня не газифицирована, отсутствует централизованное водоснабжение. С селом Хованщино соединяет грунтовая дорога, до ближайшей асфальтированной автодороги регионального значения «Тамбов — Пенза» — Беково — 5 км.